# Lawrence Killian
Lawrence Killian (* 5. September 1942 in Jersey City, New Jersey) ist ein US-amerikanischer Jazzmusiker (Perkussion).

## Leben und Wirken
Killian stammt aus einer musikalischen Familie: Sein Onkel Al Killian war Trompeter im Duke Ellington Orchestra; sein Vater Rollie, ein Angestellter bei der Post, arbeitete daneben als Sänger und Gitarrist bei Sy Oliver. Lawrence war zunächst Trompeter in der Schulband der Glenfield School in New Jersey, in der er außerdem Schlagzeug und Signaltrompete spielte. Dann war er als Snare-Drum-Spieler Mitglied der Blue and Gold Marching Band, bevor er Schlagzeuger bei Lloyd Wheeler und Jimmy Anderson wurde. Er spielte in lokalen Bars, bis er schließlich den Dienst bei der Küstenwache als Elektriker ableistete.
Danach arbeitete Killian bei dem Vibraphonisten Johnny Lytle, durch den er in Kontakt mit Roy Haynes und Freddie Hubbard kam. Er wurde Perkussionist im Roy Haynes Hip Ensemble, dem auch George Adams, Hannibal Marvin Peterson, Joe Bonner und Cecil McBee angehörten. Darauf folgte die Zusammenarbeit mit Pharoah Sanders, an dessen Alben Thembi und Black Unity er mitwirkte. In den frühen 1970er Jahren arbeitete er in Lonnie Liston Smith’ Fusion-Band Cosmic Echoes, mit der er auch auf Japan-Tourneen ging, ferner mit Stan Getz, Miles Davis (On the Corner 1972), Rahsaan Roland Kirk, Hilton Ruiz und Ahmad Jamal, bevor er fünf Jahre Mitglied in der Disco-Band Village People wurde, die mit dem Hit Y.M.C.A. (1978) Popularität genoss. In seinen späteren Jahren unterrichtete Killian am William Patterson College. In den 1990er Jahren spielte er in Pucho Browns Latin Band. Im Bereich des Jazz wirkte Killian zwischen 1969 und 2005 bei 89 Aufnahmesessions mit, außer den Genannten wirkte er u. a. bei Norman Connors, Ted Curson, Charles Earland, Etta Jones, Jimmy McGriff, Houston Person, Jimmy Ponder und Reggie Workman.

## Diskographische Hinweise
- Larry Coryell: Barefoot Boy (Flying Dutchman-One Way, 1971)
- Pharoah Sanders: Live at the East (Impulse, 1971)
- Roy Haynes: Senyah (Mainstream, 1972)
- Cecil McBee: Mutima (Strata East, 1974)
- Lonnie Liston Smith: Expansions (Flying Dutchman, 1975)
- Big John Patton/John Zorn: Blue Planet Man (Evidence, 1993)